# Американсько-югославські відносини
Американсько-югославські відносини (англ. United States–Yugoslavia relations, сербохорв. односи Сједињених Америчких Држава и Југославије / odnosi Sjedinjenih Američkih Država i Jugoslavije) — історичні двосторонні відносини між Сполученими Штатами Америки та колишньою Югославією. Охоплюють період відносин США з Королівством Югославія в 1918—1941 роках і з Соціалістичною Федеративною Республікою Югославія в 1945—1992 роках. У цьому другому періоді взаємини коливалися від обопільного ігнорування і антагонізму до тісної співпраці та значної прямої американської залученості. 
Сполучені Штати були представлені в Югославії своїм посольством у Белграді та генеральним консульством у Загребі.

## Історія

### Королівство Сербія
Американські та сербські можновладці вперше зробили спроби встановити дипломатичні відносини ще в 1867 році, але тільки в 1881 році, через три роки після того, як країна здобула незалежність від Османської імперії, Сполучені Штати Америки офіційно визнали Сербське королівство. 14 жовтня 1881 року США визнали Сербське королівство як суверенну державу, підписавши цього ж дня торговельну та консульську угоди. Першою був Договір про торговельні відносини для спрощення та розвитку торговельних зносин між двома державами, підписаний Тимчасовим повіреним у справах США та генеральним консулом у Бухаресті Юджином Шайлером і міністром закордонних справ Сербії Чедомілем Міятовичем. Другим договором була Конвенція про права, привілеї та імунітет консульських працівників. Ця угода визначала й регулювала права, імунітети та привілеї співробітників консульств обох держав.
10 листопада 1882 року Генеральний консул США Юджин Шайлер вручив урядові Сербії вірчі грамоти. У цей час було засновано Американську дипломатичну місію в Белграді, хоча місцем постійного перебування Шайлера були Афіни.
25 жовтня 1901 року США і Сербське королівство підписали в Белграді Договір про екстрадицію. Він сприяв справедливості та підтверджував дружні відносини між двома країнами. Його уклали американський міністр Чарльз Спенсер Френсіс і сербський міністр закордонних справ Мішель Вуїч.

### Міжвоєнний період
Королівство Югославія було створено за наслідками Першої світової війни під впливом ідей самовизначення, викладених у Чотирнадцяти пунктах адміністрації Вудро Вільсона. Сполучені Штати були першою державою, яка дипломатично визнала Югославію.

### Друга світова війна
Після нацистського вторгнення в Югославію навесні 1941 Сполучені Штати перші роки війни рішуче стояли на стороні четників. У цей період США підтримували роялістський югославський уряд у вигнанні. Однак американське ставлення до протиборчих сторін у Югославії змінилося, коли британські джерела визнали югославських партизанів єдиним суттєвим рухом опору, який згодом переріс у найдієвіший рух опору проти Осі під час Другої світової війни.

### Перші повоєнні роки
У початковий післявоєнний період відносини між двома державами були поганими, а Югославія сприймалася як найближчий радянський союзник і країна, в якій владу здобула місцева комуністична партія без будь-якого істотного радянського втручання. Ця доба тривала недовго — від закінчення Другої світової війни в 1945 році до початку холодної війни в 1947 році. Цей період характеризувався радянською примирливою дипломатією щодо Заходу та набагато войовничішою зовнішньою політикою Югославії, що торкалася таких питань, як вільна територія Трієст і громадянська війна в Греції. Відносини ще більше погіршилися, коли за два тижні над Югославією було збито два вантажні літаки ВПС США C-47 Skytrain. У той час відносинам зі Сполученими Штатами надавався менший пріоритет, ніж відносинам країни з Великобританією.

### Після 1948 року

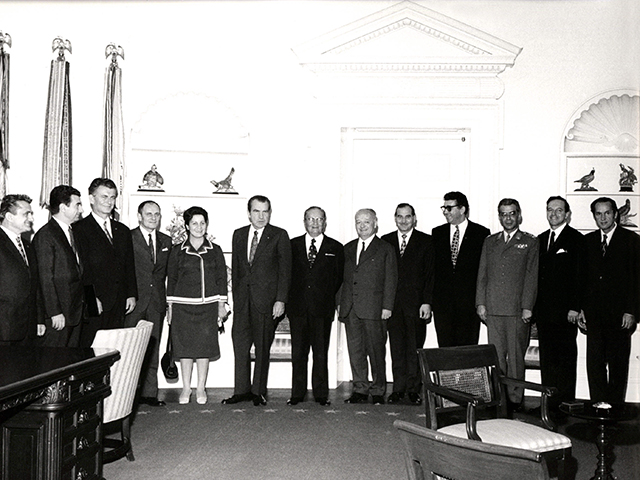
Групове фото югославської делегації.

Розкол 1948 року між Тіто і Сталіним став головною поворотною точкою у відносинах Сполучених Штатів і нової соціалістичної республіки. Влітку 1948 року Югославія вперше звернулася по допомогу до США. Адміністрація Трумена вирішила надати значну фінансову допомогу, позики та військову допомогу Югославії, незважаючи на деякі занепокоєння, викликані попереднім станом взаємин. Також відвертим прибічником надання допомоги та покращення відносин із Югославією був Омар Бредлі, який у зверненні до Конгресу 30 листопада 1950 року заявив, що «у першу чергу, якби ми навіть змогли вивести їх із ворожого табору та зробити нейтральними, це вже щось. Якщо вдасться обернути їх на загрозу, це другий крок, якщо вдасться спонукати їх до активної участі на нашому боці, це ще один крок, і тоді, звичайно, якби домогтися зобов'язання, що їхні зусилля були б об'єднані з нашими у справі оборони, це все ж таки було б подальшим кроком». Це ознаменувало початок військової допомоги США комуністичній державі з метою протидії радянським амбіціям у регіоні, ведучи до пожвавлення у відносинах Сполучених Штатів і Югославії. 1949 року Тіто дістав підтримку США в успішній спробі Югославії одержати місце в Раді Безпеки ООН на противагу СРСР. У 1949 році Сполучені Штати надали Югославії позики, а 1950 року ці позики збільшили, доповнивши великими грантами та військовою допомогою. 29 листопада 1950 року, у День Республіки Югославії, президент Гаррі Трумен звернувся до Конгресу з проханням схвалити Закон про негайну допомогу Югославії. Попри те, що спочатку югослави уникали прохання про військову допомогу, вважаючи, що це буде приводом для радянського вторгнення, до 1951 року югославська влада переконалася, що радянський напад неминучий, і Югославію включили до Програми взаємодопомоги у сфері оборони. Сполучені Штати визнали стратегічну важливість незалежної та успішної соціалістичної Югославії як підривної моделі для інших держав, що входили до Східного блоку.
Югославська дипломатія успішно справлялася зі зміною фокусу американської політики від «Великого задуму» Кеннеді, заклику Джонсона «будувати мости», персональної дипломатії Ніксона до зосередженості Картера на правах людини. Югославія проводила вельми незалежну зовнішню політику та зберігала лідерство у міжнародному Русі неприєднання, який виробив конкурентну ідеологію та кинув виклик обом наддержавам.

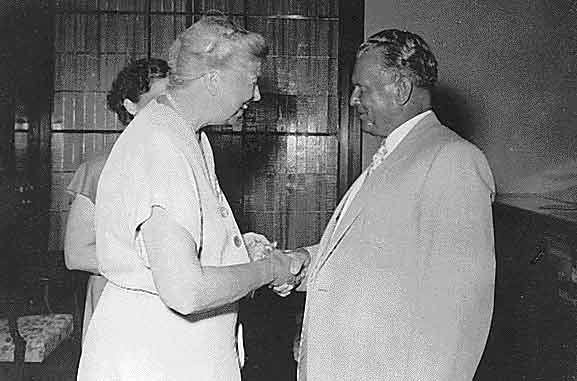
Елеонора Рузвельт і Йосип Броз Тіто в 1953 році
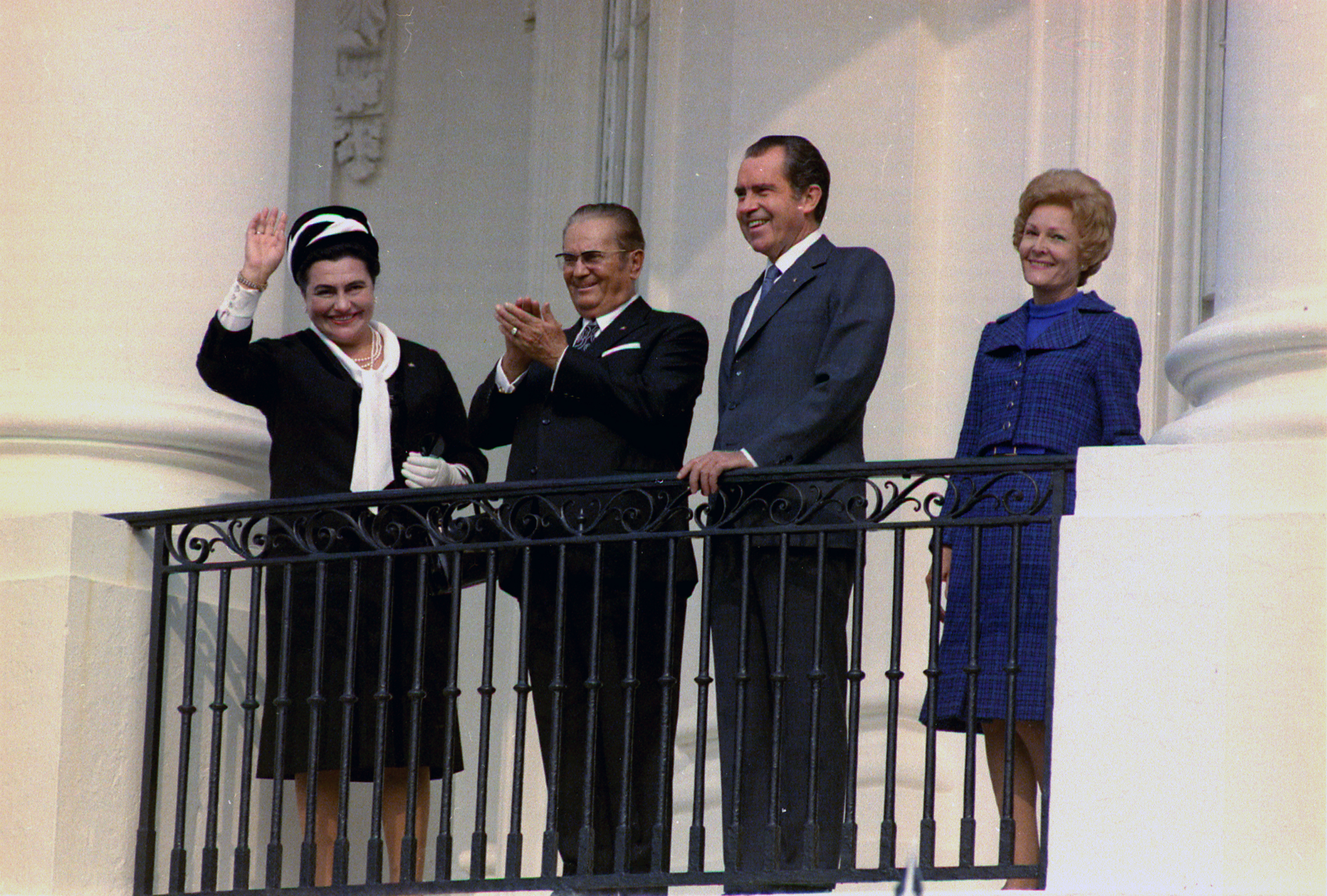
Тіто з дружиною та Ніксон із дружиною споглядають з Білого дому церемонію зустрічі на Південному газоні.
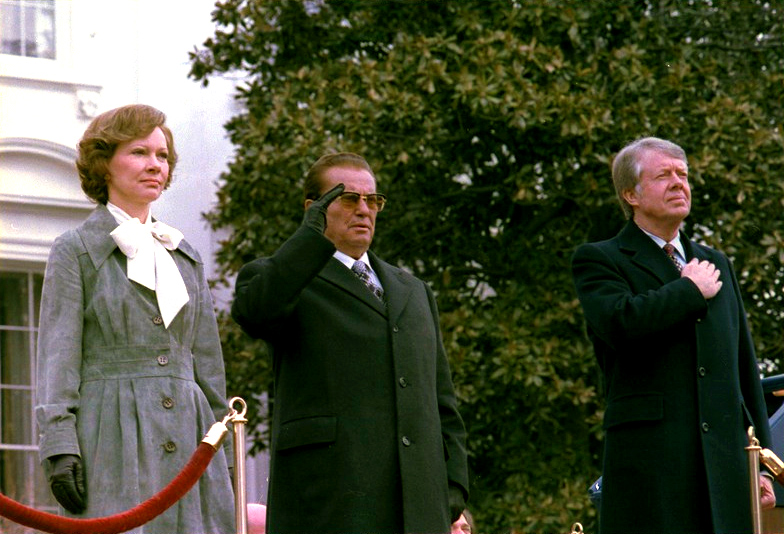
Тіто з Розалін і Джиммі Картером під час третього державного візиту Тіто до США в 1978 році.
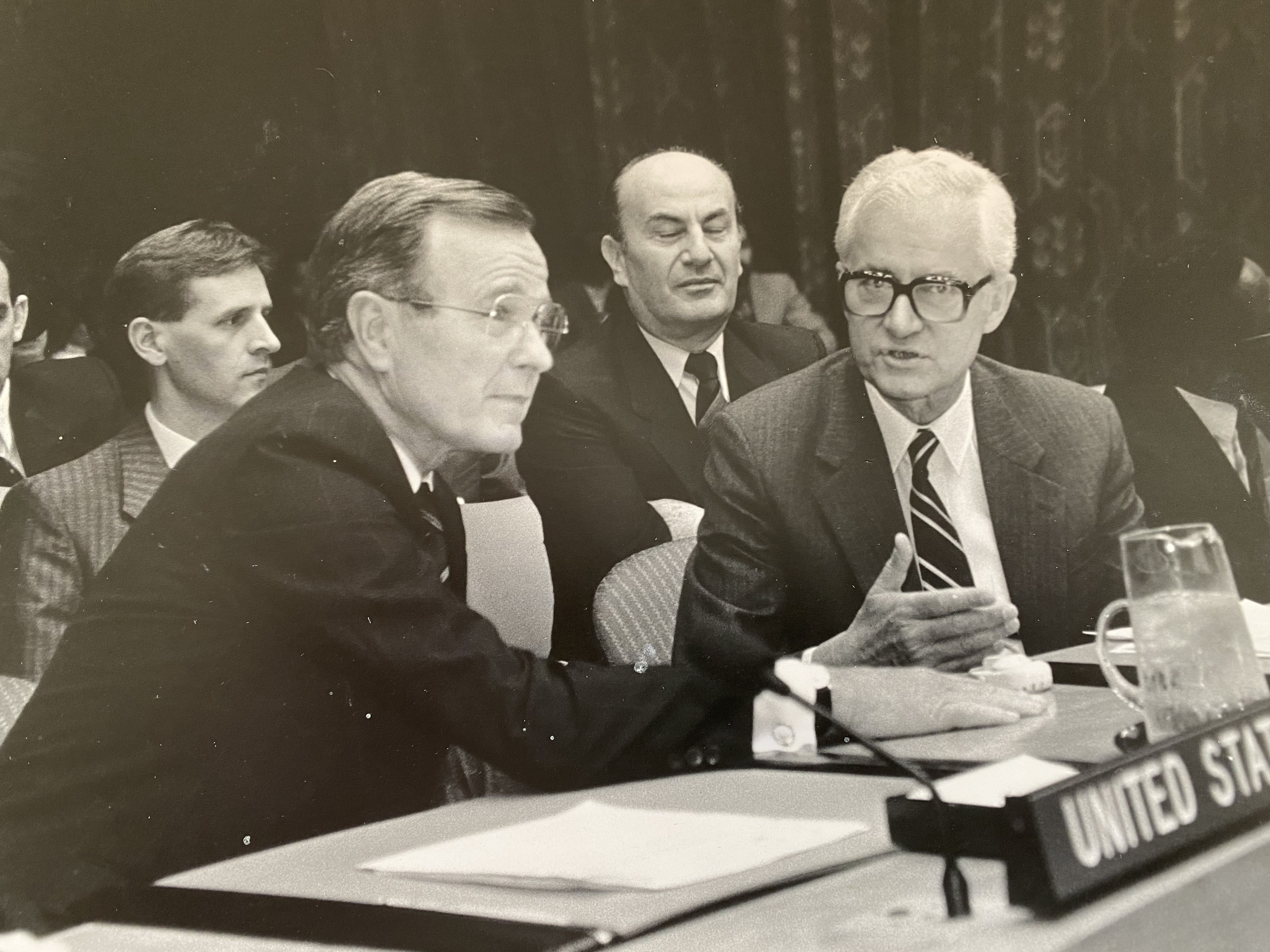
Представник Югославії в ООН Драгослав Пеїч розмовляє з Джорджем Бушем на засіданні Радбезу ООН 14 липня 1988 року.

### Югославська криза, розпад і війни

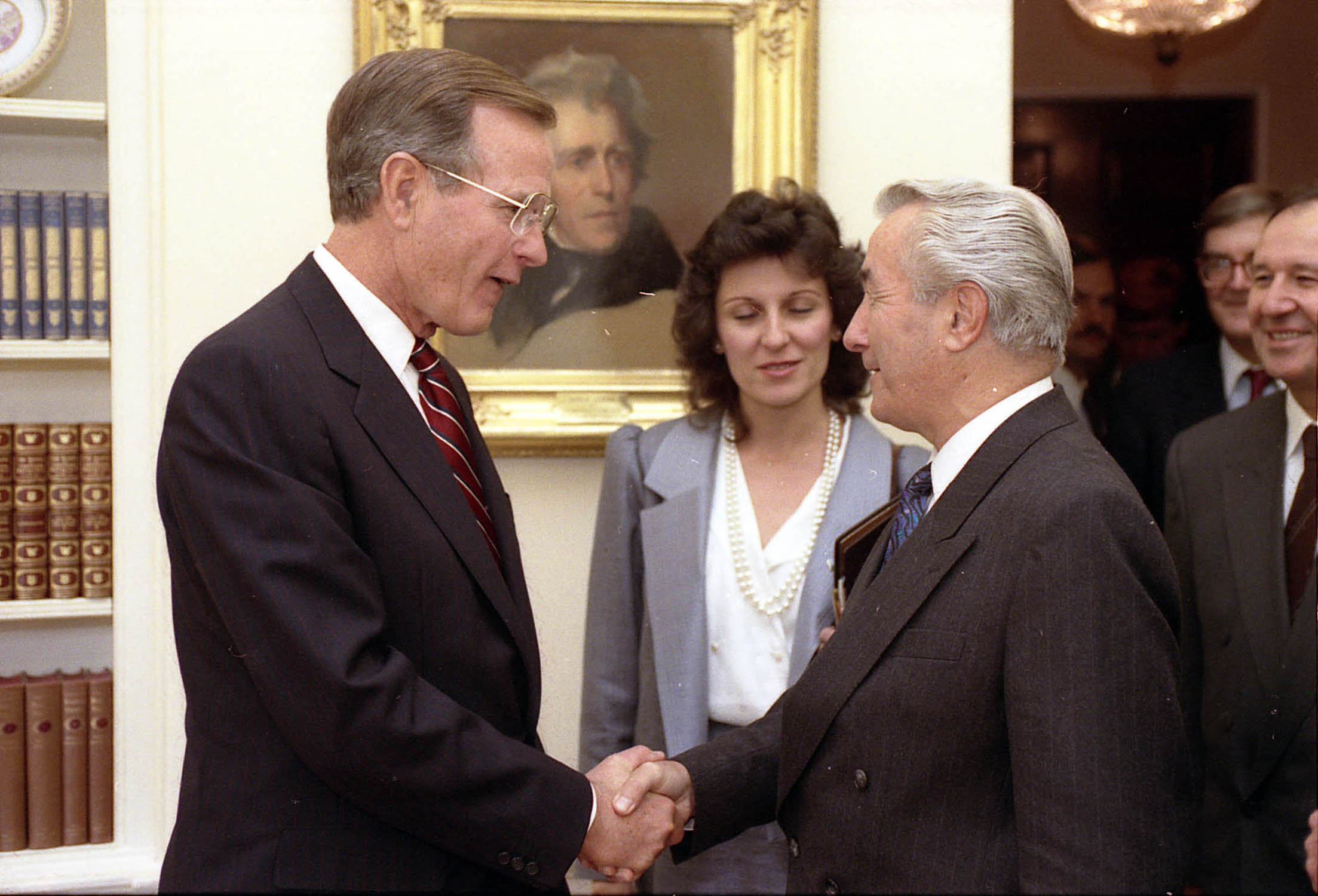
Президент Джордж Буш-старший і Анте Маркович 1989 року.

На початковій стадії югославської кризи та розпаду Югославії наприкінці холодної війни Сполучені Штати були рішучими прихильниками цілісності Югославії. Водночас Вашингтон уважав, що криза — це питання, яке має розв'язати Європа. Нездатність Європейського співтовариства, а потім і Європейського Союзу впоратися з югославськими війнами викликала значне залучення США до цього регіону. У цьому процесі президентство Білла Клінтона забезпечило гарантії безпеки та спрямувало зусилля на користь менших і слабших колишніх югославських республік Боснії і Герцеговини та Македонії, що призвело до деяких розбіжностей із Хорватією та значних суперечностей із Сербією і Чорногорією (яку США відмовилися визнати єдиною спадкоємицею комуністичної Югославії), що тривали аж до повалення Слободана Мілошевича, а також із боснійськими сербами, загострення відносин із якими обернулося в 1995 році операцією «Обдумана сила», а в 1999 — бомбардуванням Югославії силами НАТО.

## Додаткова література
- Blum, Robert M. "Surprised by Tito: The anatomy of an intelligence failure." Diplomatic History 12.1 (1988): 39-57. Washington did not predict the split between Toto and Stalin in 1948.
- Brands Jr, Henry W. "Redefining the Cold War: American Policy toward Yugoslavia, 1948–60." Diplomatic History 11.1 (1987): 41-53. online
- Eskridge-Kosmach, Alena N. "Yugoslavia and US Foreign Policy in the 1960–1970s of the 20th Century." Journal of Slavic Military Studies 22.3 (2009): 383-418.
- Gallagher, Charles R. "The United States and the Vatican in Yugoslavia, 1945–50." in Religion and the Cold War (Palgrave Macmillan, London, 2003) pp. 118–144.
- Jensen-Eriksen, Niklas. "No room for neutrality?: The uncommitted European nations and the economic Cold War in the 1950s." in Small and Medium Powers in Global History (Routledge, 2018) pp. 213–230. online
- Kent, Robert'Bo. "Banking On Belgrade: Nixon’s Foreign Aid Policy With Yugoslavia (1970-1974)." Voces Novae 12.1 (2020): 3+ online.
- Kousoulas, D. George. "The Truman Doctrine and the Stalin-Tito Rift: A Reappraisal." South Atlantic Quarterly 72 (1973): 427-439.
- Lazic, Milorad. Unmaking Détente: Yugoslavia, the United States, and the Global Cold War, 1968–1980 (2022) online
- Lees, Lorraine M. Keeping Tito Afloat: The United States, Yugoslavia, and the Cold War (1997) online review.
- Lees, Lorraine M. "The American decision to assist Tito, 1948–1949." Diplomatic History 2.4 (1978): 407-422. online[недоступне посилання з 01.07.2022]
- Mehta, Coleman. "The CIA Confronts the Tito-Stalin Split, 1948–1951." Journal of Cold War Studies 13.1 (2011): 101-145.
- Niebuhr, Robert Edward. The Search for a Cold War Legitimacy: Foreign Policy and Tito's Yugoslavia (Brill, 2018).
- Niebuhr, Robert. "In the Shadow of Transition: US-Yugoslav Relations, 1966 to 1980." Breaking Down Bipolarity: Yugoslavia's Foreign Relations during the Cold War ed. by Martin Previšić (2021) pp: 103+.
- Orešković, Luka. "US-Yugoslav Relations under Kissinger." Politička misao: Časopis za politologiju 50.5 (2013): 77-98. online in English